# Aeródromo Llolle Norte
El Aeródromo Llolle Norte (OACI: SCKB) es un terminal aéreo ubicado cerca de Lago Caburgua, en la Provincia de Cautín, Región de la Araucanía, Chile. Es de propiedad privada.
Este aeródromo fue considerado en el año 2011 como uno de los aeródromos más difíciles para aterrizar en Chile.